# Таврический военный округ
Таври́ческий вое́нный о́круг — общевойсковое оперативно-стратегическое территориальное объединение Вооружённых сил СССР, существовавшее в 1945—1956 годах.

## История
Таврический военный округ был образован приказом Народного комиссара обороны СССР № 0139 «Об организации новых округов и изменении границ существующих военных округов» 9 июля 1945 года. 
В территорию округа были включены Крымская область РСФСР, Запорожская и Херсонская области Украинской ССР, выделенные из территорий Одесского и Харьковского военных округов. Управление округа сформировано на базе полевых управлений Отдельной Приморской армии и 22-й армии. Управление (штаб) округа находилось в Симферополе.
В первые годы главными задачами округа были демобилизация войск, перевод воинских частей на мирное положение, восстановление военных объектов и оказание помощи в восстановлении разрушенного хозяйства, разминирование. Впоследствии была налажена плановая боевая подготовка. Особое внимание в округе уделялось организации противодесантной обороны и отработке взаимодействия с Черноморским флотом.
Директивой от 19 апреля 1956 года округ был расформирован, его управление переформировано в управление 45-го стрелкового корпуса. Территория и войска переданы в состав Одесского военного округа. Мероприятия по расформированию округа были завершены к 1 июля 1956 года.

## Командование

### Командующие
- июль 1945 − май 1946 — генерал-лейтенант К. С. Мельник;
- 4 мая 1946 − 1 июля 1954 — генерал-полковник, с 1953 — генерал армии М. М. Попов;
- июль − сентябрь 1954 — врио, генерал-лейтенант С. С. Фоменко;
- сентябрь 1954 − июнь 1956 —  генерал-полковник И. И. Людников.

### Начальники штаба
- июль 1945 − июль 1946 — генерал-майор С. С. Епанечников;
- июль 1946 − февраль 1947 — генерал-лейтенант Г. К. Буховец;
- февраль 1947 − декабрь 1951 — генерал-лейтенант К. С. Мельник;
- декабрь 1951 − октябрь 1955 — генерал-майор, с 1953 — генерал-лейтенант И. И. Леднёв;
- октябрь − декабрь 1955 — генерал-майор А. З. Франчук, временно исполняющий обязанности;
- декабрь 1955 − январь 1956 — генерал-майор В. С. Дзабахидзе, исполняющий обязанности;
- январь − июнь 1956 — генерал-лейтенант В. А. Глуздовский.

### Члены Военного совета
- июль 1945 − июнь 1947 — генерал-майор А. М. Катков;
- июнь 1947 − июль 1949 — генерал-лейтенант А. И. Запорожец;
- июль 1949 − июль 1950 — генерал-майор В. Е. Поморцев;
- июль 1950 − май 1956 — генерал-майор, с 1954 — генерал-лейтенант Н. Н. Савков.

### Первые заместители командующего войсками
- 1948 − апрель 1950 — генерал-полковник Я. Т. Черевиченко;
- апрель 1950 − 1951 — генерал-лейтенант М. Н. Герасимов;
- сентябрь 1953 − апрель 1956 — генерал-лейтенант С. С. Фоменко